# Николай (Аляска)
Николай (англ. Nikolai) — город в зоне переписи населения Юкон-Коюкук, штат Аляска, США.

## География

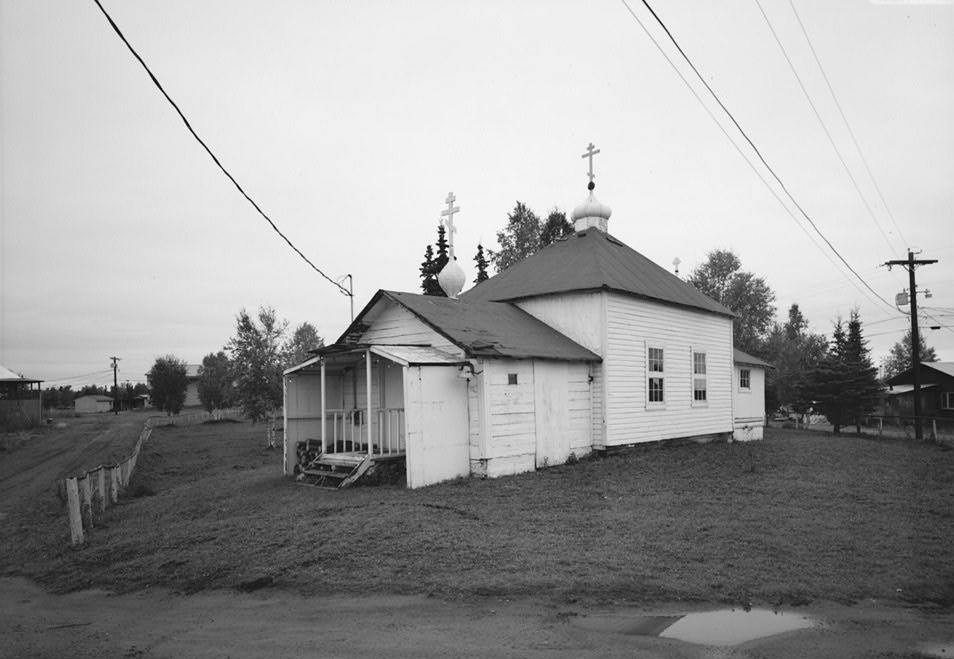
Православная часовня сретения Господа нашего в Николае

Николай расположен в Центральной Аляске на берегу реки Кускоквим. Площадь города составляет 12,6 км², из которых 0,9 км² (ок. 7,2 %) занимают открытые водные пространства. Город обслуживает одноимённый аэропорт.

## История
Селение с именем Николай с 1880-х годов минимум дважды меняло своё местоположение, на нынешнем месте основано в 1918 году. На рубеже XIX и XX веков поселение служило торговым постом и приютом для старателей времён «золотой лихорадки». Оно располагалось на тропе «Дождливый перевал» (англ. Rainy Pass Trail), соединявшей ныне заброшенный городок Офир с заливом Кука, до 1926 года Николай также служил промежуточным пунктом на дороге от Ненаны до Макграта. В 1927 году в селении была построена православная церковь Святого Николая, в 1948 году открылась первая школа (по состоянию на 2010 год в ней обучаются 11 учеников), а в следующем году — почтовое отделение. В 1963 году силами местных жителей была расчищена взлётно-посадочная полоса, связавшая Николай с остальным миром воздушным путём. Статус «город 2-го класса» (2nd Class City) получен в 1970 году. В Николае, как и во многих городках Аляски с преобладанием местного населения, запрещены продажа, покупка и владение алкоголем.

## Демография
Население
- 1899 — 6
- 2000 — 100
- 2007 — 88
- 2010 — 94
- 2011 — 101

Расовый состав
- коренные народы Аляски[англ.] — 80,8 %
- белые — 7,5 %
- смешанные расы — 11,7 %

Николай является одним из двух населённых пунктов, в которых говорят на небольшом атабаскском языке — верхнекускоквимском. В течение нескольких лет его исследованием занимаются российские лингвисты — А. А. Кибрик и М. Б. Бергельсон.